# Spada nel deserto
Spada nel deserto (Sword in the Desert) è un film del 1949 diretto da George Sherman.